# Sandro Del-Prete
Sandro Del-Prete (* 19. September 1937 in Bern) (Bürgerort Astano) ist ein Schweizer Maler. Bekanntheit erreichte er vor allem durch Gemälde von optischen Täuschungen, ähnlich wie M. C. Escher.

## Leben
Sandro Del-Prete wurde am 18. September 1937 in Bern geboren. Er besuchte in Freiburg im Üechtland die Schule. 1960 begann Del-Prete ein sechsmonatiges Studium an der Accademia di Belle Arti in Florenz. Nach seiner Rückkehr in die Schweiz veröffentlichte er 1981 seine ersten Schwarz-Weiß-Bleistiftzeichnungen im Eigenverlag, auf die aufgrund des Erfolges 1987 eine zweite Sammlung folgte. Im Jahr 1984 stellte Del-Prete seine Werke in Zürich und in einer Galerie in Bern aus. 1984 entstand sein Loubengaffer. Diese  Inversionsstatue steht im Bahnhof Bern. Sie beobachtet einem beim Vorbeilaufen. Diese malerische Kunst war schon in der Renaissance beliebt. Das Gesicht ist nach innen gearbeitet und erscheint jedoch nach aussen gewölbt. Diese Technik hat er perfekt ausgeführt. Nachdem diese Kunst im öffentlichen Raum im hintersten Ecken des Hauptbahnhof ein verstecktes Dasein fristete, wurde es beim Umbau der Christoffelunterführung 2007 an einem besseren Platz verschoben, wo er den vorbeieilenden Menschen mit seinen Augen verfolgt.
Einige Jahre später gründete er ein Museum mit seinen Bildern, das Illusoria-Land in Hettiswil bei Hindelbank, Schweiz.

## Münzen
Am 29. April 2021 erschien bei Swissmint eine 20 Franken Gedenkmünze. Die Silbermünze hat als Motiv sein Viadukt des Lebens. Ebenso erschienen in Palau, Uganda, Liberia und Sambia Sondermünzen in Gold und Silber mit seinen Motiven.

## Werke

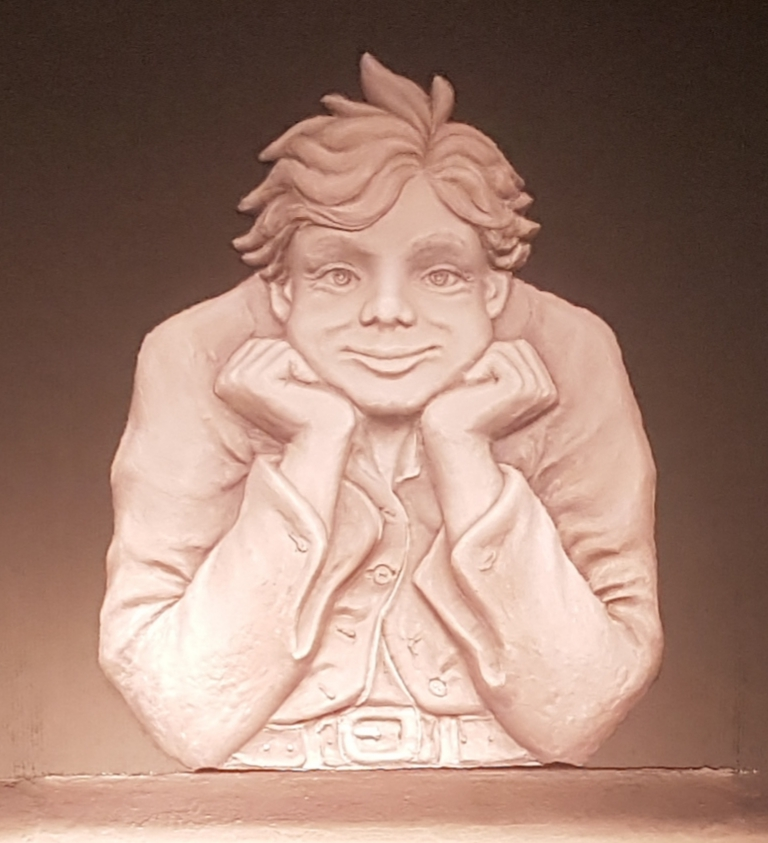
Loubegaffer

- Illusoria: ein Reisebericht und unglaubliche Bilder aus dem neuentdeckten Illusorialand. Benteli-Verlag, Bern 1987, ISBN 3-7165-0591-9.
- Illusorismen. Benteli-Verlag, Bern 1981, ISBN 3-7165-0373-8.
- Der Meister des Illusorismus. Benteli Verlag, 2007, ISBN 978-3-7165-1493-1.